# Денисова, Александра Ивановна
Алекса́ндра Ива́новна Дени́сова (род. 14 января 1934, Дмитровское, Московская область) — советский хозяйственный, государственный и политический деятель, Герой Социалистического Труда.

## Биография
Родилась в 1934 году в селе Дмитровское (ныне — Торжокского района Тверской области). Член КПСС.
С 1952 года — на хозяйственной, общественной и политической работе. В 1952—2004 гг. — крутильщица завода «Калининшёлк», крутильщица Калининского комбината химического волокна Министерства химической промышленности СССР, за 8-ю пятилетку сверх плана произвела нити на 6 миллионов советских рублей, член Совета ветеранов Московского района Твери, секретарь городской ассоциации Героев Социалистического Труда.
Указом Президиума Верховного Совета СССР от 20 апреля 1971 года присвоено звание Героя Социалистического Труда с вручением ордена Ленина и золотой медали «Серп и Молот».
Избиралась депутатом Верховного Совета РСФСР 9-го и 10-го созывов. Делегат XXIII съезда КПСС.
Живёт в Твери. Почётный гражданин Твери (1997).